# Бригита Буковець
Брігіта Буковец (21 травня 1970, Любляна  — колишня словенська атлетка (біг з бар'єрами), яка завоювала срібну олімпійську медаль у 1996 році. Під час Літніх Олімпійських ігор 1996 року в Атланті, вона встановила свій найкращий час - 12,59 секунди. Брігіта перестала змагатися на вищому рівні після сезону 1999 року.

## Спортивні досягнення
| Рік                   | Змагання                                             | Місто                   | Місце                 | Дисципліна            | Примітки              |
| Представник Югославія | Представник Югославія                                | Представник Югославія   | Представник Югославія | Представник Югославія | Представник Югославія |
| --------------------- | ---------------------------------------------------- | ----------------------- | --------------------- | --------------------- | --------------------- |
| 1988                  | Чемпіонат світу з легкої атлетики серед юніорів      | Садбері, Канада         | 11                    | біг з бар'єрами 100 м | 13.96                 |
| 1989                  | Чемпіонат Європи з легкої атлетики серед юніорів     | Вараждин, Югославія     | 3-тє                  | біг з бар'єрами 100 м | 13.50                 |
| 1990                  | Чемпіонат Європи з легкої атлетики в приміщенні      | Глазго, Велика Британія | 14                    | біг з бар'єрами 60 м  | 8.50                  |
| 1990                  | Чемпіонат Європи з легкої атлетики 1990              | Спліт, Хорватія         | 16                    | біг з бар'єрами 100 м | 13.46                 |
| 1991                  | Чемпіонат світу з легкої атлетики в приміщенні 1991  | Севілья, Іспанія        | 11                    | біг з бар'єрами 60 м  | 8.16                  |
| 1991                  | Чемпіонат світу з легкої атлетики 1991               | Токіо, Японія           | 25                    | біг з бар'єрами 100 м | 13.44                 |
| Представник Словенія  |                                                      |                         |                       |                       |                       |
| 1992                  | Чемпіонат Європи з легкої атлетики в приміщенні      | Генуя, Італія           | 11                    | біг з бар'єрами 60 м  | 8.23                  |
| 1992                  | Легка атлетика на літніх Олімпійських іграх 1992     | Барселона, Іспанія      | 17                    | біг з бар'єрами 100 м | 13.68                 |
| 1993                  | Чемпіонат світу з легкої атлетики в приміщенні 1993  | Торонто, Канада         | 7                     | біг з бар'єрами 60 м  | 8.28                  |
| 1993                  | Легка атлетика на Середземноморських іграх 1993      | Нарбонн, Франція        | 1-е                   | біг з бар'єрами 100 м | 13.10                 |
| 1993                  | Чемпіонат світу з легкої атлетики 1993               | Штутгарт, Німеччина     | 10                    | біг з бар'єрами 100 м | 12.98                 |
| 1994                  | Чемпіонат Європи з легкої атлетики в приміщенні      | Париж, Франція          | 4-е                   | біг з бар'єрами 60 м  | 7.94                  |
| 1994                  | Ігри Доброї Волі 1994                                | Санкт-Петербург, Росія  | 1-е                   | біг з бар'єрами 100 м | 12.83                 |
| 1994                  | Чемпіонат Європи з легкої атлетики 1994              | Гельсінкі, Фінляндія    | 4                     | біг з бар'єрами 100 м | 13.01                 |
| 1995                  | Чемпіонат світу з легкої атлетики в приміщенні 1995  | Барселона, Іспанія      | 3-є                   | біг з бар'єрами 60 м  | 7.93                  |
| 1995                  | Чемпіонат світу з легкої атлетики 1995               | Гетеборг, Швеція        | 8                     | біг з бар'єрами 100 м | 13.02                 |
| 1996                  | Чемпіонат Європм з легкої атлетики в приміщенні 1996 | Стокгольм, Швеція       | 2-е                   | біг з бар'єрами 60 м  | 7.90                  |
| 1996                  | Легка атлетика на літніх Олімпійських іграх 1996     | Атланта, США            | 2-е                   | біг з бар'єрами 100 м | 12.59                 |
| 1997                  | Чемпіонат світу з легкої атлетики в приміщенні 1997  | Париж, Франція          | 5                     | біг з бар'єрами 60 м  | 7.93                  |
| 1997                  | Легка атлетика на Середземноморських іграх 1997      | Барі, Італія            | 2-е                   | біг з бар'єрами 100 м | 13.01                 |
| 1997                  | Чемпіонат світу з легкої атлетики 1997               | Атени, Греція           | 4                     | біг з бар'єрами 100 м | 12.69                 |
| 1998                  | Чемпіонат Європи з легкої атлетики в приміщенні 1998 | Валенсія, Іспанія       | 7                     | біг з бар'єрами 60 м  | 8.34                  |
| 1998                  | Ігри Доброї Волі 1998                                | Юніондейл               | 5                     | біг з бар'єрами 100 м | 13.19                 |
| 1998                  | Чемпіонат Європи з легкої атлетики 1998              | Будапешт, Хорватія      | 2-е                   | біг з бар'єрами 100 м | 12.65                 |
| 1999                  | Чемпіонат світу з легкої атлетики в приміщенні 1999  | Маебасі, Японія         | 4                     | біг з бар'єрами 60 м  | 7.92                  |